# Vellefaux
Vellefaux – miejscowość i gmina we Francji, w regionie Burgundia-Franche-Comté, w departamencie Górna Saona.
Według danych na rok 1990 gminę zamieszkiwało 487 osób, a gęstość zaludnienia wynosiła 49 osób/km² (wśród 1786 gmin Franche-Comté Vellefaux plasuje się na 324. miejscu pod względem liczby ludności, natomiast pod względem powierzchni na miejscu 438.).